# Julian Gollop
Julian Gollop est un créateur britannique de jeu vidéo de stratégie et fondateur des studios de développement Mythos Games et Codo Technologies, aujourd'hui disparus.
Célèbre pour sa série de jeu X-COM, sa carrière commence dans les années 1980 lorsqu'il développe des jeux pour un grand nombre de systèmes, s'étalant des premiers 8 bit aux ordinateurs 32 bit.
Gollop a plusieurs fois déclaré son amertume vis-à-vis de Hasbro Interactive, qui usurpa sa propriété intellectuelle sur la série X-COM, sur laquelle il n'a aujourd'hui aucun droit. Il continue toutefois à incorporer de nouveaux éléments stratégiques dans un autre de ces précédents jeux Laser Squad Nemesis.

## Jeux
- Time Lords (1983)
- Islandia (1983)
- Battlecars (1984)
- Nebula (1984)
- Rebelstar Raiders (1984)
- Chaos (1985)
- Rebelstar (1986)
- Rebelstar II (1988)
- Laser Squad (1988, version 8 bit)
- Lords of Chaos (1990)

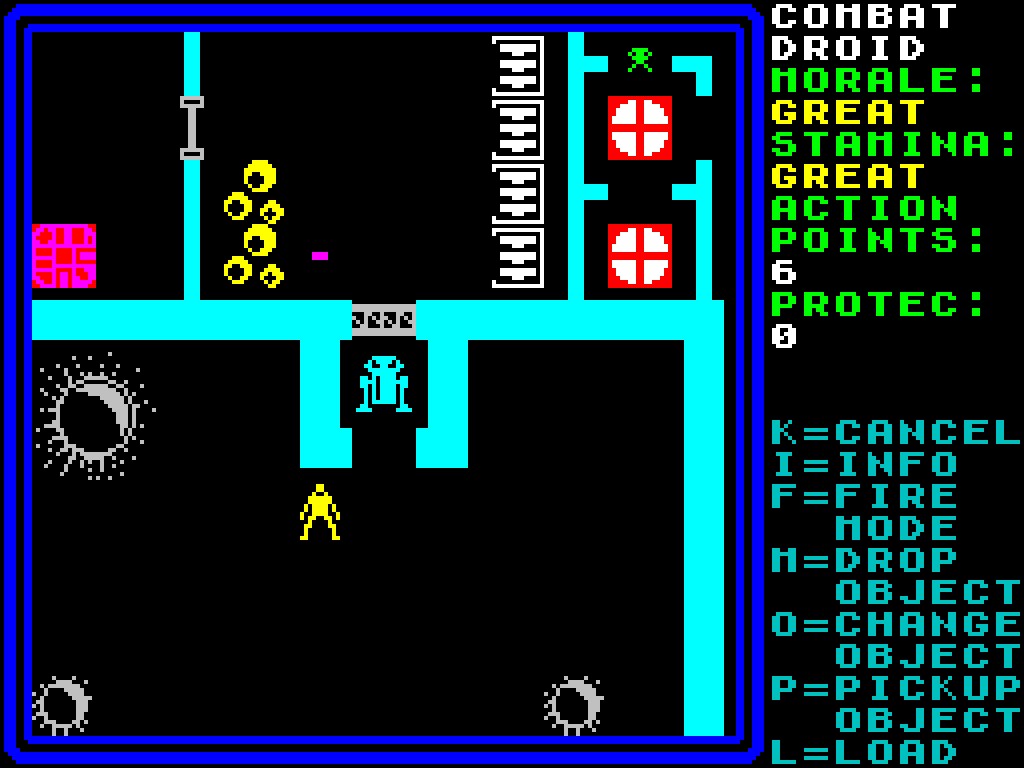
Capture d'écran de Rebelstar (1986) sur ZX Spectrum

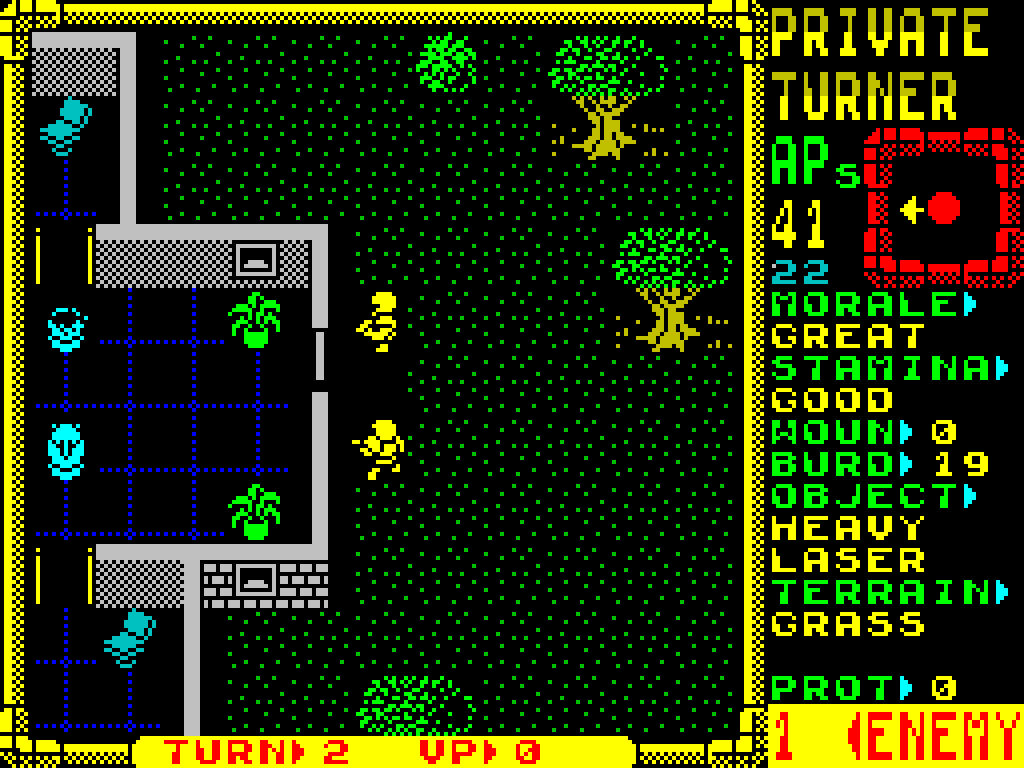
Capture d'écran de Laser Squad (1988) sur ZX Spectrum

- Laser Squad (1992, version 16 bit)
- UFO: Enemy Unknown (ou X-COM: Enemy Unknown) (1994)
- X-COM: Terror from the Deep (1994)
- X-COM: Apocalypse (1997)
- Magic and Mayhem (1998)
- The Dreamland Chronicles: Freedom Ridge (annulé)
- Laser Squad Nemesis (2002)
- Rebelstar: Tactical Command (2005)
- Chessmaster Live (2008)
- Tom Clancy's Ghost Recon: Shadow Wars (2011)
- Assassin's Creed III: Liberation (2012)